# John Lambton (1. hrabia Durham)
John George Lambton (ur. 12 kwietnia 1792 w Londynie, zm. 28 lipca 1840 w Cowes) – brytyjski arystokrata (1. hrabia Durham) polityk i administrator, gubernator generalny Brytyjskiej Kanady.

## Życiorys
Był synem Williama Henry’ego Lambtona i Anne Villiers, córki Georga Villiersa. Wykształcenie odebrał w Eton College. Następnie wstąpił do 10 pułku huzarów. W 1813 r. został wybrany do Izby Gmin jako reprezentant okręgu County Durham. Należał do grona reformatorskich deputowanych. W 1821 r. zgłosił projekt ustawy likwidującej zgniłe okręgi wyborcze i poszerzającej prawo głosu. Brał również aktywny udział w pracach nad Great Reform Act z 1832 r. W 1828 r. otrzymał tytuł 1. barona Durham i zasiadł w Izbie Lordów. W 1833 r. jego tytuł podniesiono do rangi hrabiego. W latach 1830–1833 był Lordem Tajnej Pieczęci w wigowskim gabinecie Charlesa Greya.
W 1838 r. został mianowany gubernatorem generalnym Brytyjskiej Ameryki Północnej. Choć sprawował władzę zaledwie dwa lata, jego wpływ na kolonię rozciągnął się na następne prawie trzydzieści lat. Lord Durham został wysłany do Kanady by zbadać przyczyny buntów Górnej Kanadzie i Dolnej Kanadzie.
Konkluzją jego wielomiesięcznych dochodzeń był Report on the Affairs of British North America tzw. Raport Durhama, który jasno pokazywał przyczyny niezadowolenia społecznego oraz przedstawiał projekt reform. Rekomendował w nim unię obu części Kanady w Prowincję Kanady. Postulował utworzenie wspólnego dla obu Kanad Zgromadzenie Legislacyjnego i rządu obdarzonego szerszymi uprawnieniami niż to było dotychczas. Report Durkhama stał się podstawą dla przygotowania Ustawy o Unii Kanadyjskiej. Choć połączenie kolonii spotkało się z niechętnym przyjęciem wśród frankofonów, którzy tracili swe wpływy na rzecz Anglosasów. Reformy sprawowania władzy umożliwiły powstanie rządu przedstawicielskiego (Responsible government) w niedalekiej przyszłości, który zdołał przyprowadzić szereg istotnych reform wewnętrznych.
Po wypełnieniu swej misji, po dwóch latach pobytu w Kanadzie, Lambton powrócił do Anglii. Zmarł w 1840 r.

## Rodzina
1 stycznia 1812 r. w Gretna Green poślubił Harriet Cholmondeley (zm. 11 lipca 1815), nieślubną córkę George’a Cholmondeleya. John i Harriet mieli razem trzy córki:
- Frances Charlotte Lambton (16 października 1812–18 grudnia 1835), żona Johna Ponsonby’ego, nie miała dzieci
- Georgiana Sarah Elizabeth Lambton (2 marca 1814 – 3 stycznia 1833)
- Harriet Caroline Lambton (30 maja 1815–12 czerwca 1832)

9 grudnia 1816 r. poślubił Louisę Grey (1797–26 listopada 1841), córkę Charlesa Greya, i Mary Ponsonby, córki Williama Ponsonby. John i Louisa mieli razem dwóch synów i trzy córki:
- Emily Augusta Lambton (zm. 2 listopada 1886), żona podpułkownika Williama Cavendisha, miała dzieci
- Alice Anne Caroline Lambton (zm. 15 stycznia 1907), żona Sholto Douglasa, nie miała dzieci
- Mary Louisa Lambton (zm. 9 marca 1898), żona Jamesa Bruce’a, miała dzieci
- Charles William Lambton (18 stycznia 1818–24 grudnia 1831)
- George Frederick D’Arcy Lambton (5 września 1828–27 listopada 1879), 2. hrabia Durham